# Giovanna Enríquez
Giovanna Enríquez detta la Principessa di Melgar; Juana in castigliano, Chuana in aragonese, Joana in catalano (Medina de Rioseco, 1425 – Tarragona, 13 febbraio 1468) Signora di Casarrubios del Monte e Arroyomolinos, fu regina consorte di Navarra, dal 1447 e poi regina consorte di Aragona, di Valencia, di Sardegna, di Maiorca, di Sicilia, e titolare di Corsica, Contessa di Barcellona e delle contee catalane dal 1458 alla sua morte (1468).

## Origini familiari
Era figlia di Federico Enríquez de Mendoza, ammiraglio di Castiglia, signore di Medina de Rioseco, Conte di Melgar e di Marina Fernández di Cordoba e Ayala, (?-1431).

## Biografia
Nel 1444, il 1º aprile, a Torrelobatón, Giovanna sposò il re di Navarra, Giovanni II, figlio terzogenito (secondo maschio) del principe di Castiglia e León, e futuro re della corona d'Aragona e di Sicilia, Ferdinando (figlio secondogenito di Giovanni I e della sua prima moglie Eleonora di Aragona) e di Eleonora d'Alburquerque (1374 - 1435), figlia secondogenita dell'infante di Castiglia e conte d'Alburquerque, Sancho Alfonso(1342-1375),e della di lui moglie, Beatrice del Portogallo(1347-1381).
Alfonso rappresentava la vecchia stirpe dei conti di Barcellona per discendenza materna, mentre, da parte di padre, discendeva dal casato di Trastámara, una discendenza illegittima dei reali di Castiglia. Per diritto ereditario era anche re di Sicilia e Sardegna.
Il marito di Giovanna Giovanni II era re di Navarra, perché aveva ereditato la corona, alla morte (1441) della prima moglie, Bianca di Navarra, per una clausola del testamento della moglie che prevedeva che il loro figlio, Carlo, avrebbe ereditato il regno alla morte del padre. Carlo, già governatore della Navarra per conto della madre, continuò ad esserlo per conto di Giovanni, che era sempre stato più interessato agli affari ed agli intrighi della Castiglia, partecipando e trascinando nelle sue guerre il regno di Navarra; il Connestabile di Castiglia, Álvaro de Luna, negli anni 1447-1448, cercava di riconciliarsi con la Navarra; quindi contattò Carlo, governatore della Navarra, che accolse favorevolmente la proposta ma il padre, molto probabilmente influenzato anche dalla famiglia della moglie Giovanna, era contrario. Si formarono due partiti, i beamonteses, seguaci della famiglia Beaumont, sostenitori di Carlo e gli agramonteses partigiani dell'antica casa nobiliare degli Agramont, per Giovanni. Il contrasto tra padre e figlio, in poco tempo, degenerò (1451) in una guerra civile tra Carlo e Giovanni, che ebbe la meglio, nella battaglia di Aibar, del 1452; e Carlo dovette andare in esilio a Napoli, dallo zio, Alfonso V di Aragona, re della corona d'Aragona e di Napoli.
Nel 1458, alla morte di Alfonso V, Giovanna diveniva regina consorte della corona d'Aragona, e l'avversione per il figliastro Carlo erano aumentate perché lei aveva dato un figlio a Giovanni, Ferdinando. Comunque Carlo si rappacificò con il padre e, sul finire del 1459, fece rientro in Navarra, dove intavolò trattative per unirsi in matrimonio con la sorellastra del re di Castiglia, Enrico l'Impotente, Isabella di Castiglia, di nove anni; ma Giovanna Enríquez convinse il padre ad opporsi, perché nelle sue intenzioni Isabella avrebbe dovuto sposare il loro figlio Ferdinando, di sette anni. La controversia portò nuovamente la tensione ad alti livelli tanto che il re Giovanni ordinò che Carlo venisse arrestato, a Lleida il 2 dicembre 1460 ed imprigionato ad Aitona e poi a Morella.
Le cortes catalane si riunirono il 25 febbraio 1461 e decretarono che il re dovesse liberare il figlio, cosa che avvenne immediatamente e imposero al re il concordato di Villafranca, del 21 giugno 1461, in cui Carlo risultava essere il re legittimo di Navarra, il luogotenente della Catalogna ed erede della corona d'Aragona.
Carlo però, il 23 settembre di quello stesso anno, morì, circa tre mesi dopo avere ottenuto ciò che gli spettava. La sua morte fu causata, forse, da tubercolosi, però vi furono voci che attribuirono la morte ad avvelenamento, da addebitare alla regina Giovanna.
Nel frattempo la regina era stata nominata luogotenente della Catalogna. Le cortes allora si riunirono e notificarono a Giovanni ed alla regina di non mettere piede in Catalogna senza il loro permesso.
Giovanna ebbe parte attiva nei negoziati con la Generalitat per porre fine a questo inizio di guerra civile, però, nel 1462, mentre si trovava in Catalogna con il figlio Ferdinando, Giovanna fu costretta a rifugiarsi nel castello di Gerona. All'inizio del 1462 i realisti catalani si raccolsero in armi e il re Giovanni, dopo essersi alleato al genero, Gastone IV di Foix (promettendo alla moglie di lui, figlia di Giovanni e figliastra di Giovanna, Eleonora di Navarra, in eredità la corona di Navarra, togliendola all'altra figlia di Giovanni e figliastra di Giovanna, Bianca, che, de jure, era già regina di Navarra) chiese, con il trattato di Bayonne del maggio 1462, al re di Francia, Luigi XI, l'aiuto dell'esercito francese (in cambio delle contee del Rossiglione e della Cerdagna) mentre le cortes catalane o Generalitat (Diputación General) organizzavano un esercito, che si diresse su Gerona dove si trovava la regina Giovanna che, assediata dalle forze della Generalitat guidata dal conte di Pallars, si difese, assieme ai suoi sostenitori molto energicamente e coraggiosamente da permettere l'intervento del re, Giovanni II e l'esercito francese, guidato da Gaston de Foix, che, il 23 luglio 1462, obbligò i catalani a togliere l'assedio.

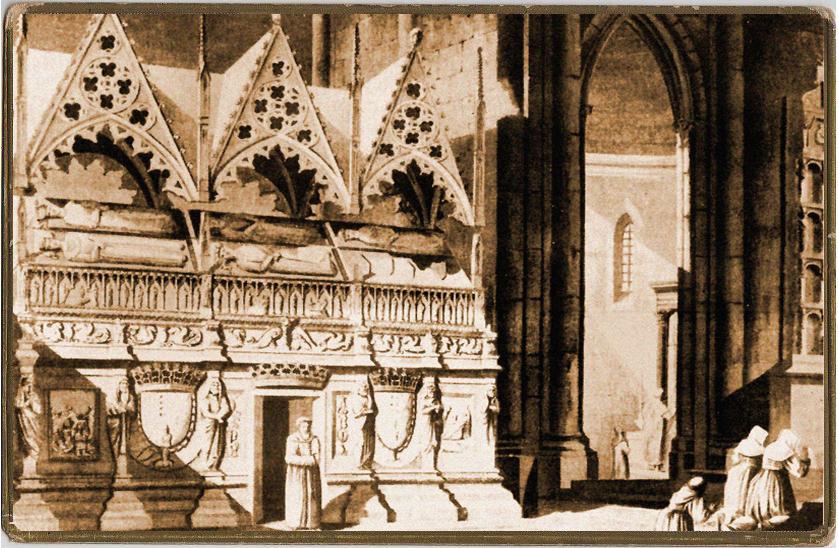
Sepolcro reale nel Monastero di Santa Maria di Poblet

Mentre il re Giovanni organizzava il suo esercito composto da aragonesi, catalani e francesi, per schiacciare la rivolta, la Generalitat emanò un decreto che dichiarava il re e la regina, Giovanna, nemici della Catalogna e nel frattempo, per sostituire Giovanni, cercava un sovrano, a cui offrire la corona del regno di Aragona, tra i discendenti degli aspiranti alla corona d'Aragona, vacante alla morte del re Martino I di Aragona, nel 1410, che poi fu deciso da un arbitrato, che portò al Compromesso di Caspe, del 1412.

La Generalitat offrì il trono prima (1462) al re di Castiglia, Enrico IV, poi (1463) al Connestabile del Portogallo, Pietro ed infine (1466) al conte di Provenza, Renato d'Angiò, e la guerra si protrasse per dieci anni sino al 1472.

La regina Giovanna però morì nel corso della guerra, senza poter vedere realizzato il sogno della sua politica: il matrimonio di suo figlio Ferdinando con l'erede al trono di Castiglia, Isabella che si realizzò però circa un anno dopo la sua morte. Giovanna morì il 13 febbraio 1468, per la febbre causata sembra da un cancro alla mammella a Saragozza oppure a Barcellona.

## Figli
Giovanna a Giovanni II diede quattro figli:
- Eleonora d'Aragona (1446/1448-?), morta molto giovane
- Ferdinando (1452-1516), re della corona d'Aragona.
- Giovanna (1454-1517), sposò nel 1476 il cugino, Ferdinando I di Napoli.
- Maria d'Aragona (1455-?), morta molto giovane.

## Ascendenza
|                                                              |                                                    |                                                                  | Genitori |  |  | Nonni |  |  | Bisnonni                          |  |  | Trisnonni               |  |
|                                                              |                                                    |                                                                  |          |  |  |       |  |  | Federico Alfonso, Signore di Haro |  |  | Alfonso XI di Castiglia |  |
|                                                              |                                                    |                                                                  |          |  |  |       |  |  | Federico Alfonso, Signore di Haro |  |  | Alfonso XI di Castiglia |  |
|                                                              |                                                    | Eleonora di Guzmán                                               |          |  |  |       |  |  | Federico Alfonso, Signore di Haro |  |  |                         |  |
| Alfonso Enríquez                                             |                                                    |                                                                  |          |  |  |       |  |  | Federico Alfonso, Signore di Haro |  |  |                         |  |
|                                                              |                                                    | Paloma                                                           | …        |  |  |       |  |  |                                   |  |  |                         |  |
|                                                              |                                                    | Paloma                                                           | …        |  |  |       |  |  |                                   |  |  |                         |  |
|                                                              |                                                    | Paloma                                                           | …        |  |  |       |  |  |                                   |  |  |                         |  |
| Federico Enríquez de Mendoza                                 |                                                    | Paloma                                                           |          |  |  |       |  |  |                                   |  |  |                         |  |
|                                                              |                                                    | Pedro González de Mendoza, IX Signore di Mendoza                 | …        |  |  |       |  |  |                                   |  |  |                         |  |
|                                                              |                                                    | Pedro González de Mendoza, IX Signore di Mendoza                 | …        |  |  |       |  |  |                                   |  |  |                         |  |
|                                                              |                                                    | Pedro González de Mendoza, IX Signore di Mendoza                 | …        |  |  |       |  |  |                                   |  |  |                         |  |
| Juana de Mendoza y Ayala                                     |                                                    | Pedro González de Mendoza, IX Signore di Mendoza                 |          |  |  |       |  |  |                                   |  |  |                         |  |
|                                                              |                                                    | Aldonza de Ayala y Ceballos                                      | …        |  |  |       |  |  |                                   |  |  |                         |  |
|                                                              |                                                    | Aldonza de Ayala y Ceballos                                      | …        |  |  |       |  |  |                                   |  |  |                         |  |
|                                                              |                                                    | Aldonza de Ayala y Ceballos                                      | …        |  |  |       |  |  |                                   |  |  |                         |  |
| Giovanna Enríquez                                            |                                                    | Aldonza de Ayala y Ceballos                                      |          |  |  |       |  |  |                                   |  |  |                         |  |
|                                                              | Gonzalo Fernandez de Cordoba, I Signore di Aguilar | …                                                                |          |  |  |       |  |  |                                   |  |  |                         |  |
|                                                              | Gonzalo Fernandez de Cordoba, I Signore di Aguilar | …                                                                |          |  |  |       |  |  |                                   |  |  |                         |  |
|                                                              | Gonzalo Fernandez de Cordoba, I Signore di Aguilar | …                                                                |          |  |  |       |  |  |                                   |  |  |                         |  |
| Diego Fernández de Córdova, I Signore di Baena               | Gonzalo Fernandez de Cordoba, I Signore di Aguilar |                                                                  |          |  |  |       |  |  |                                   |  |  |                         |  |
|                                                              |                                                    | Maria Garcia Carrillo, II Signora di Villaquirán de las Infantas | …        |  |  |       |  |  |                                   |  |  |                         |  |
|                                                              |                                                    | Maria Garcia Carrillo, II Signora di Villaquirán de las Infantas | …        |  |  |       |  |  |                                   |  |  |                         |  |
|                                                              |                                                    | Maria Garcia Carrillo, II Signora di Villaquirán de las Infantas | …        |  |  |       |  |  |                                   |  |  |                         |  |
| Mariana Fernández de Córdoba y Ayala                         |                                                    | Maria Garcia Carrillo, II Signora di Villaquirán de las Infantas |          |  |  |       |  |  |                                   |  |  |                         |  |
|                                                              |                                                    | Pedro Suárez de Toledo, II Signore di Casarrubios                | …        |  |  |       |  |  |                                   |  |  |                         |  |
|                                                              |                                                    | Pedro Suárez de Toledo, II Signore di Casarrubios                | …        |  |  |       |  |  |                                   |  |  |                         |  |
|                                                              |                                                    | Pedro Suárez de Toledo, II Signore di Casarrubios                | …        |  |  |       |  |  |                                   |  |  |                         |  |
| Inés de Ayala y Toledo, III Signora di Casarrubios del Monte |                                                    | Pedro Suárez de Toledo, II Signore di Casarrubios                |          |  |  |       |  |  |                                   |  |  |                         |  |
|                                                              |                                                    | Juana Meléndez de Orozco, II Signora di Pinto                    | …        |  |  |       |  |  |                                   |  |  |                         |  |
|                                                              |                                                    | Juana Meléndez de Orozco, II Signora di Pinto                    | …        |  |  |       |  |  |                                   |  |  |                         |  |
|                                                              |                                                    | Juana Meléndez de Orozco, II Signora di Pinto                    | …        |  |  |       |  |  |                                   |  |  |                         |  |
|                                                              |                                                    | Juana Meléndez de Orozco, II Signora di Pinto                    |          |  |  |       |  |  |                                   |  |  |                         |  |